# Miss Grenada

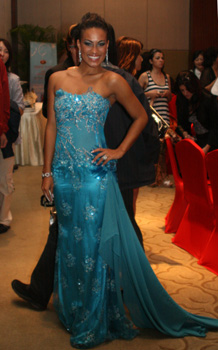
Vivian Burkhardt, Miss Grenada 2007

A Miss Grenada (Miss Grenada World) egy néhányszor megrendezett szépségverseny Grenadán. Az ország mindössze háromszor vett részt a Miss World és egyszer a Miss Universe nemzetközi szépségversenyeken, de ebből a néhány alkalomból egyszer, 1970-ben győzni tudott a Miss World versenyen, 2007-ben pedig középdöntős volt.

## Miss World-résztvevők
A Miss World versenyen részt vett versenyzők és helyezésük.
| Év   | Név              | Helyezés |
| ---- | ---------------- | -------- |
| 1970 | Jennifer Hosten  | győztes  |
| 1996 | Aria Johnson     | -        |
| 2007 | Vivian Burkhardt | Top16    |

### Versenyek
- 2007

A 2007. évi Miss Grenada World verseny fő szervezője a Miss World-győztes Jennifer Hosten volt.
Versenyzők: Alyssa Bierzynski, Charina Jones, Crystal McLawrence, Donic MecEwen, Leonie Patrick, Michelle Minors, Nasheba Paul, Nicolone Louison, Nisha Frank, Renee Moses, Shanique Strachan, Sharnell Martin, Tonia Collins, Vivian Burkhardt, Yola-Jolema Noel.
Végeredmény:
- győztes: Vivian Burkhardt
- 2. helyezett: Renee Moses
- 3. helyezett: Crystal McLawrence

## Miss Universe-résztvevők
A Miss Universe versenyen részt vett versenyzők és helyezésük.
| Év   | Név              | Helyezés |
| ---- | ---------------- | -------- |
| 1964 | Christine Hughes | -        |